# Амазонський період
Амазонійський період, Амазонський період  - період в геологічній історії  Марса. Названо по Amazonis Planitia (Амазонська рівнина) (лат. Amazonis Planitia)
Від 3,46–2,0 млрд років тому до сьогодні. Поділений на 3 епохи. На початку періоду — інтенсивне заповнення осадами північних низовин, а наприкінці — утворення шаруватих відкладень у полярних областях. Протягом більшої частини періоду тривали виверження вулканів Фарсиди та Елізія.

## Опис
У Амазонійський період клімат на Марсі став катастрофічно швидко змінюватися. Відбувалися найпотужніші, але поступово затухаючі глобальні  тектонічні і вулканічні процеси, в ході яких виникли найбільші в Сонячній системі марсіанські вулкани ( Олімп), кілька разів сильно змінювалися характеристики самої  гідросфери і  атмосфери, з'являвся і зникав  Північний океан. Катастрофічні повені, пов'язані з таненням кріосфери привели до утворення грандіозних каньйонів: в  долину Ареса з південних нагір'їв Марса стікав потік полноводніше Амазонки; витрата води в  долині Касею перевищував 1 млрд м³ / с. Мільярд років тому активні процеси в літосфері, гідросфері і атмосфері Марса припинилися, і він прийняв сучасний вигляд. Виною глобальних катастрофічних змін марсіанського клімату вважаються великий ексцентриситет орбіти і нестійкість осі обертання, що викликають величезні, до 45%, коливання потоку сонячної енергії, що падає на поверхню планети; слабкий приплив тепла з надр Марса, обумовлений невеликою масою планети, і висока розрідженість атмосфери, обумовлена високим ступенем її  дисипації.
Геологічні періоди Марса в млн років